# Euxoa daedala
Euxoa daedala är en fjärilsart som beskrevs av Druce 1889. Euxoa daedala ingår i släktet Euxoa och familjen nattflyn. Inga underarter finns listade i Catalogue of Life.